# Seznam medailistek na mistrovství světa v biatlonu – stíhací závod žen
Seznam medailistek na mistrovství světa v biatlonu ze stíhacího závodu žen představuje chronologický přehled stupňů vítězů ve stíhacím závodu žen na 10 km na mistrovství světa konaného pravidelně od roku 1997 s výjimkou olympijských ročníků.

## Stíhací závod (10 km)
| Rok  | Dějiště              | Zlato                                | Stříbro                    | Bronz                           |
| ---- | -------------------- | ------------------------------------ | -------------------------- | ------------------------------- |
| 1997 | Brezno-Osrblie       | Magdalena Forsbergová                | Olena Zubrylovová          | Olga Romasková                  |
| 1998 | Pokljuka             | Magdalena Forsbergová                | Corinne Niogretová         | Martina Zellnerová              |
| 1999 | Feistritz            | Olena Zubrylovová                    | Martina Halinárová         | Martina Zellnerová              |
| 2000 | Oslo                 | Magdalena Forsbergová                | Uschi Dislová              | Florence Baverelová-Robertová   |
| 2001 | Pokljuka             | Liv Grete Skjelbreidová              | Corinne Niogretová         | Magdalena Forsbergová           |
| 2003 | Chanty-Mansijsk      | Sandrine Baillyová Martina Glagowová | -                          | Světlana Išmuratovová           |
| 2004 | Oberhof              | Liv Grete Skjelbreidová              | Martina Glagowová          | Anna Bogalijová                 |
| 2005 | Hochfilzen           | Uschi Dislová                        | Liu Xianying               | Olga Zajcevová                  |
| 2007 | Anterselva           | Magdalena Neunerová                  | Linda Tjørhomová           | Anna Carin Zideková             |
| 2008 | Östersund            | Andrea Henkelová                     | Jekatěrina Jurjevová       | Albina Achatovová               |
| 2009 | Pchjongčchang        | Helena Jonssonová                    | Kati Wilhelmová            | Olga Zajcevová                  |
| 2011 | Chanty-Mansijsk      | Kaisa Mäkäräinenová                  | Magdalena Neunerová        | Helena Ekholmová                |
| 2012 | Ruhpolding           | Darja Domračevová                    | Magdalena Neunerová        | Olga Viluchinová                |
| 2013 | Nové Město na Moravě | Tora Bergerová                       | Krystyna Pałková           | Olena Pidhrušná                 |
| 2015 | Kontiolahti          | Marie Dorinová Habertová             | Laura Dahlmeierová         | Weronika Nowakowská-Ziemniaková |
| 2016 | Oslo                 | Laura Dahlmeierová                   | Dorothea Wiererová         | Marie Dorinová Habertová        |
| 2017 | Hochfilzen           | Laura Dahlmeierová                   | Darja Domračevová          | Gabriela Koukalová              |
| 2019 | Östersund            | Denise Herrmannová                   | Tiril Eckhoffová           | Laura Dahlmeierová              |
| 2020 | Anterselva           | Dorothea Wiererová                   | Denise Herrmannová         | Marte Olsbuová                  |
| 2021 | Pokljuka             | Tiril Eckhoffová                     | Lisa Hauserová             | Anaïs Chevalierová              |
| 2023 | Oberhof              | Julia Simonová                       | Denise Herrmannová-Wicková | Marte Olsbuová Røiselandová     |
| 2024 | Nové Město na Moravě | Julia Simonová                       | Lisa Vittozziová           | Justine Braisazová-Bouchetová   |
| 2025 | Lenzerheide          | Franziska Preussová                  | Elvira Öbergová            | Justine Braisazová-Bouchetová   |
| 2027 | Otepää               |                                      |                            |                                 |